# Ференц Седлачек
Ференц Седлачек, Седлачик  (угор. Szedlacsek Ferenc), також відомий як Франтішек Седлачек (чеськ. Frantisek Sedlaczek[джерело?], 10 жовтня 1898, Будапешт — 14 листопада 1973, Прага) — угорський і чехословацький футболіст, що грав на позиції нападника, пізніше — успішний футбольний тренер. Виступав, зокрема, за клуби ДФК Прага і «Ференцварош», а також збірні Чехословаччини  і Угорщини. Як тренер  найбільших успіхів здобув з клубом  «Спарта» (Прага). Єдиний, хто вигравав Кубок Мітропи у роки його розквіту (1927—1940) і як гравець, і як тренер.

## Кар'єра гравця
В 1919 році емігрував до Чехословаччини. Грав футбол у клубах «Глоговець» і ДФК Прага. В 1923 році недовго грав в угорському клубі «Тьореквеш», після чого повернувся до Праги. ДФК (Німецький футбольний клуб) був свого часу створений громадою німецьких євреїв Праги. В 1925 році команда увійшла до новоствореної чехословацької професіональної ліги, яка поки була дещо експериментальною, і до неї увійшли 10 команд, що провели в змагання  в одне коло протягом березня-червня. В тому сезоні команда Седлачека посіла 4-е місце, а сам Франтішек в 6 зіграних матчах забив 5 голів. Від участі у наступному уже повноцінному сезоні 1925/26 року ДФС відмовився. В травні 1925 року Седлачек вперше зіграв (і відзначився забитим голом) у складі збірної Чехословаччини, що у домашньому матчі перемогла Австрію з рахунком 3:1. Ще один матч у чехословацькій національній команді Франтішек зіграв у січні 1926 року проти Італії (1:3).
Сезон 1926/27 Седлачек провів у США в клубі «Бруклін Вондерерз», після чого повернувся на батьківщину у Угорщину в «Ференцварош», де знову став Ференцом. Швидко став своїм у новій команді, закріпившись в основі, де поруч з ним в лінії атаки виступали такі відомі футболісти як Йожеф Такач, Вільмош Кохут, Йожеф Турай. В новому клубі футболіст в першому ж сезоні здобув одразу три престижних трофеї: переміг в чемпіонаті (22 матчі і 17 голів), кубку країни (4 матчі і 3 голи, в тому числі у фіналі), а також у Кубку Мітропи, турнірі для найсильніших клубів Центральної Європи. У чвертьфіналі єврокубку «Ференцварош» розгромив югославський БСК — 7:0, 6:1 (Седлачек забив один з голів у другому матчі). У півфіналі була переможена австрійська «Адміра» (2:1, 1:0). У фіналі команда подолала ще грала проти ще одного австрійського клубу  — «Рапіда». В першому домашньому матчі саме Седлачік розпочав погром австрійців, відзначившись голом на 15-й хвилині, на 18-й забив Турай, а уже на 20-й знову забив Ференц, зробивши рахунок 3:0. У підсумку матч завершився з рахунком 7:1. У Відні «Рапід» взяв формальний реванш  — 3:5 (Седлачек забив на 79-й хвилині), але трофей дістався клубу з Угорщини.
В травні 1928 року Седлачек також зіграв за збірну Угорщини проти Австрії (5:5), щоправда, провів на ролі лише три хвилини, поки партнер по клубу Мартон Букові отримував допомогу лікарів. У вересні того ж року Ференц зіграв за команду вдруге проти Чехословаччини (1:6). Провів на полі весь матч, але той поєдинок, зрештою, не увійшов до офіційного реєстру матчів збірних.
В 1929 році «Ференцварош» відправився у турне Південною Америкою. Протягом липня-серпня 1929 року клуб провів 14 матчів (Ференц у 4 з них і забив 1 гол) проти клубних команд і національних збірних Бразилії, Уругваю і Аргентини, здобувши 6 перемог при 6 поразках і 2 нічиїх.
1930 рік Седлачік провів у клубі «Баштя», після чого повернувся до «Ференцвароша», з яким виграв ще один титул чемпіона Угорщини у 1932 році. Той чемпіонат був унікальний тим, що «Ференцварош» виграв усі 22 матчі чемпіонату з різницею м'ячів 105:18. На рахунку Ференца у тому сезоні 8 голів у 11 матчах.
Загалом у 1926—1929 і 1931—1932 роках Седлачек відіграв у складі «Ференцвароша» 172 матчів, у яких забив 86 м'ячів. Серед них 67 матчів і 37 голів у чемпіонаті і 9 матчів і 9 голів у кубку Угорщини, 6 матчів і 4 голи у Кубку Мітропи.
Завершив  кар'єру гравця Седлачек в чехословацькому клубі вищого дивізіону «Начод», де паралельно розпочав тренерську кар'єру.

## Тренерська кар'єра
Пробувши один сезон у ролі граючого тренера клубу «Начод», Седлачик у сезоні 1933/34 очолив одну з провідних команд Чехословаччини – празьку «Спарту», де грало багато знаменитих футболістів: Олдржих Неєдлий, Раймон Брен, Ярослав Бургр, Йозеф Коштялек, Йозеф Сильний, Йозеф Чтиршокий, Геза Калочаї та інші. Досягнути швидкого успіху в чемпіонаті не вдалося: три сезони поспіль Лігу 1 вигравав головний конкурент – «Славія». Зате «Спарта» вдруге у своїй історії стала переможцем Кубку Мітропи у 1935 році. Для здобуття титулу команді на усіх стадіях довелося змагатися з сильними суперниками: з австрійською «Фірст Вієнною» у 1/8, італійськими «Фіорентиною» і «Ювентусом» в 1/4 і 1/2 відповідно. У фіналі пражани зустрілись з колишнім клубом свого тренера «Ференцварошем». Перший матч в Угорщині приніс звитягу господарям (2:1), а ось на домашньому стадіоні «Спарта» зуміла здобути більш переконливу перемогу з рахунком 3:0  і здобула трофей. Седлачек став першим, кому цей трофей дістався і в ролі гравця, і в ролі тренера.
У наступному сезоні 1935/36 року «Спарта» нарешті здобула чемпіонський титул, а також вдруге при Седлачикові перемогла у Середньочеському кубку (вперше у 1934 році). У Кубку Мітропи клуб також виступив вдало, дійшовши до фіналу, де поступився віденській «Аустрії» (0:0, 0:1).
Зі «Спартою» Седлачек здобув чемпіонський титули також у 1938 році, після чого залишив команду. Повернувся у середині 40-х років і здобув ще один титул чемпіона у 1946 році.
Наступним місцем роботи Седлачека були клуби нижчих дивізіонів «Уніта» (Кошице) і «Татран».
В 1956 році він очолив команду «Банік» (Острава), з якою посів у тому році 4-е місце. З 1958 року Седлачек працював у команді «Спартак» (Градець-Кралове), котру він вивів до вищого дивізіону, де команда у сезоні 1960 року одразу стала чемпіоном Чехословаччини.
Останнім місцем тренерської роботи Седлачека став клуб «Вікторія» Пльзень.
Помер Ференц Седлачек 14 листопада 1973 у Празі на 76-му році життя.

## Статистика виступів за збірну
| Дата       | Місто | Господарі      | Результат | Гості          | Турнір           | Голи | Примітки |
| ---------- | ----- | -------------- | --------- | -------------- | ---------------- | ---- | -------- |
| 24/05/1925 | Прага | Чехословаччина | 3 – 1     | Австрія        | товариський матч | 1    | 46'      |
| 17/01/1926 | Турин | Італія         | 3 – 1     | Чехословаччина | товариський матч | -    |          |
| Усього     |       | Матчів         | 2         |                | Голів            | 1    |          |

| Дата       | Місто    | Господарі | Результат | Гості   | Турнір           | Голи | Примітки |
| ---------- | -------- | --------- | --------- | ------- | ---------------- | ---- | -------- |
| 06/05/1928 | Будапешт | Угорщина  | 5 – 5     | Австрія | товариський матч | -    | 17' 20'  |
| Усього     |          | Матчів    | 1         |         | Голів            | 0    |          |

## Титули і досягнення

### Як гравця
Всі у складі «Ференцвароша
- Володар Кубка Мітропи: 1928
- Чемпіон Угорщини: 1927–28, 1931–32
- Володар Кубка Угорщини: 1928

### Як тренера
«Спарта»
- Володар Кубка Мітропи: 1935
- Фіналіст Кубка Мітропи: 1936
- Чемпіон Чехословаччини: 1935–36, 1937–38, 1945–46
- Володар Середньочеського кубку: 1934, 1936

«Градець-Кралове»
- Чемпіон Чехословаччини: 1959–60